# Adriance Sherwood Foster
Adriance S. Foster ( 6 de agosto de 1901, Poughkeepsie, Nueva York - 1 de mayo de 1973, Berkeley, California) fue un botánico estadounidense, especialista en anatomía vegetal.
Se graduó en la Universidad de Cornell en 1923, obtuvo el máster en Ciencias en 1925. Se doctoró en 1926 en anatomía vegetal, bajo la guía de Irving W. Bailey, en la Bussey Institution de Harvard. Luego pasó dos años como becario del  National Research Council trabajando con J. H. Priestly en la Universidad de Leeds, Inglaterra.
Enseñó en la Universidad de Oklahoma de 1928 a 1934. Ese año, ingresó al departamento de botánica de la Universidad de California en Berkeley, donde fue el primer anatomista de plantas. Fue jefe del departamento entre 1955 y 1960. Impartió cursos de verano en las universidades de Illinois y de Cornell, y luego de su retiro en 1968, los impartió también en la Universidad de Minnesota.
Entre sus principales áreas de investigación estuvieron la diferenciación foliar, el crecimiento y diferenciación caulinar, la estructura y diferenciación de idioblastos, y la venación foliar.
Tras recibir su primera beca Guggenheim, pudo viajar a Cuba en 1941-42 para estudiar la cícada endémica, Microcycas calocoma, de la cual colectó muestras para sus estudios de meristemos, y realizó un estudio de campo junto con el cubano Manuel Rodríguez San Pedro. Luego, la segunda beca Guggenheim, le permitió trabajar en la Amazonía del Brasil.
Durante un viaje junto a su esposa, a Australia, Nueva Zelanda y Nueva Caledonia en 1956, dio conferencias en Auckland, Sídney, Canberra, y Adelaida, y colectó plantas endémicas de Nueva Caledonia para sus investigaciones y para el herbario y el jardín botánico de la Universidad de California.
Aprovechando un año sabático, en 1963-64, realizó un viaje alrededor de mundo, dio también conferencias en Tokio, Taipéi, Hong Kong, Delhi, Jaipur, y Viena y trabajó en el Jodrell Laboratory, Inglaterra.
Participó en los congresos internacionales de botánica de Ithaca, Cambridge, Estocolmo, y Montreal y en otros numerosos encuentros estadounidenses.
Fue presidente de la Sociedad Botánica de California en 1954, y de la Sociedad Botánica de Estados Unidos en 1955, y de la Sociedad Internacional de Morfología de Plantas en 1973. Fue miembro de la Academia de Artes y Ciencias de su país y de Sigma Xi , y miembro honorario de la Zoologisch-botanische Gesellschaft de Viena. Recibió el Premio al Mérito en 1959, de la Sociedad Botánica de Estados Unidos. Obtuvo la beca Miller de investigación profesoral en 1962-63.
- La abreviatura «A.S.Foster» se emplea para indicar a Adriance Sherwood Foster como autoridad en la descripción y clasificación científica de los vegetales.[1]

## Obra
Practical Plant Anatomy
Comparative Morphology of Vascular Plants

## Fuente
- Donald, R.; Kaplan, L.; Constance, R. E. “Adriance Sherwood Foster (1901-1973), Botany: Berkeley. Professor Emeritus”.